# 메르살
메르살(Zapped, Mersal)은 인도에서 제작된 애틀리 쿠마르 감독의 2017년 액션, 드라마, 서스펜스 영화이다. 사만다 루스 프라브후 등이 주연으로 출연하였다.

## 출연

### 주연
- 사만다 루스 프라브후
- 조셉 비제이
- 사티아라즈